# Duna TV
Duna TV, Duna Televízió (с венг. — «Дунайское телевидение») — венгерская общественная телекомпания. Начала своё вещание как информационный телеканал для венгерских общин в пограничных странах. Потом перешла в государственную собственность, объединившись с  MTV (Magyar Televízió), дословно «Венгерское телевидение».

## История
Телекомпания Duna TV появилась в декабре 1992 года, в том же году началось её спутниковое вещание. Основной целью телеканала ставилось вещание для венгерских общин в странах, граничащих с Венгрией. Чуть позже телеканал стал вещать 24 часа в сутки. С 2004 года вещает в Северной и Южной Америках и Австралии. В 2006 году запущен канал Duna World под именем Autonomy TV. В 2010 году была подана заявка на вступление в Европейский вещательный союз после того, как по финансовым причинам Венгрия отказалась от участия в Конкурсе песни Евровидение, а Венгерское телевидение не пожелало транслировать конкурс. Во вступлении на данный момент Duna TV Европейский вещательный союз отказывает, поскольку в 2011 году Венгерское телевидение объявило о продолжении трансляции конкурса. 1 июля 2016 года объединена с MTV, MR и Венгерским телеграфным агентством.

## Телеканалы
- Duna TV
- Duna World

## Структура и финансирование
Центр телекомпании находится в Будапеште. Студии есть в городах Румынии (Клуж-Напока, Тыргу-Муреш, Одорхею-Секуйеск), Словакии (Братислава), Сербии (Суботица), Украины (Ужгород) и других местечках. По большей степени существовал на собранные деньги от платы за лицензии на вещание до июля 2002 года. На 80% в настоящий момент бюджет телекомпании формируется правительством, остальной — от доходов с прав на рекламу.